# کولی‌علیرضا
کولی‌علیرضا، روستایی از توابع بخش مرکزی شهرستان رامهرمز در استان خوزستان ایران است.

## جمعیت
یکی از پرورش دهندگان اسب اصیل در این روستا می باشد
این روستا در دهستان حومه‌شرقی قرار دارد و براساس سرشماری مرکز آمار ایران در سال ۱۳۸۵، جمعیت آن ۸۱ نفر (۱۳خانوار) بوده‌است.